# غوجل
الكَوْجَل أو الطَائِق
(بالسويدية: Struthätta)
، (بالألمانية: Gugel)‏، ب(بالإنجليزية: Gugel)‏، أي قبّعة نعامة)
هو نوع من القبعات الشعبية ذي ذيل طويل، كان يلبس في القرون الوسطى بألمانيا. وهو مصمم ليناسب الرأس والأكتاف، وكان عادة من الصوف أو مادة loden وهي مادة مقاومة للماء تستخدم في الملابس الوطنية في النمسا، كان يرتديه في الأصل العامة من الناس، ثم أصبح مألوفًا لدى النبلاء منذ القرن الرابع عشر الميلادي وحواي العام 1360 تقريبا، هذا النمط من الكوجل تم ارتداؤه خارج ألمانيا، حيث أطلق عليه chaperon في فرنسا وcappucio «كابيشو» في إيطاليا، وفي حدود 1400 كان الطرف المدبب لهذا الزي يوضع بشكل وصف وقتها «بالسخيف».

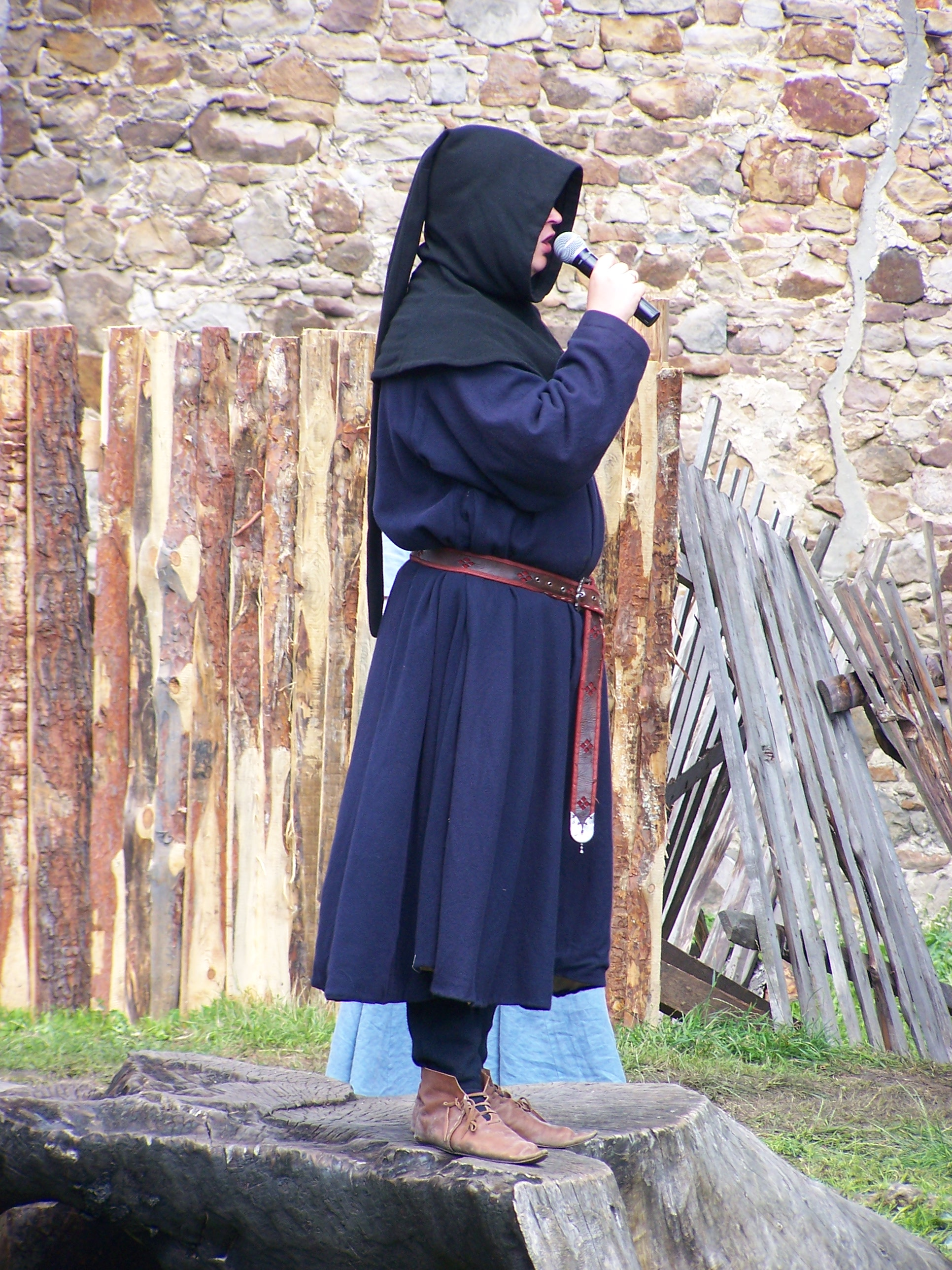
الكوجل
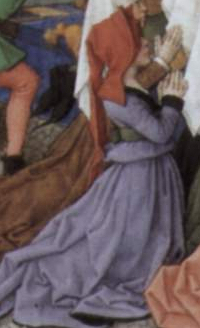
الكوجل
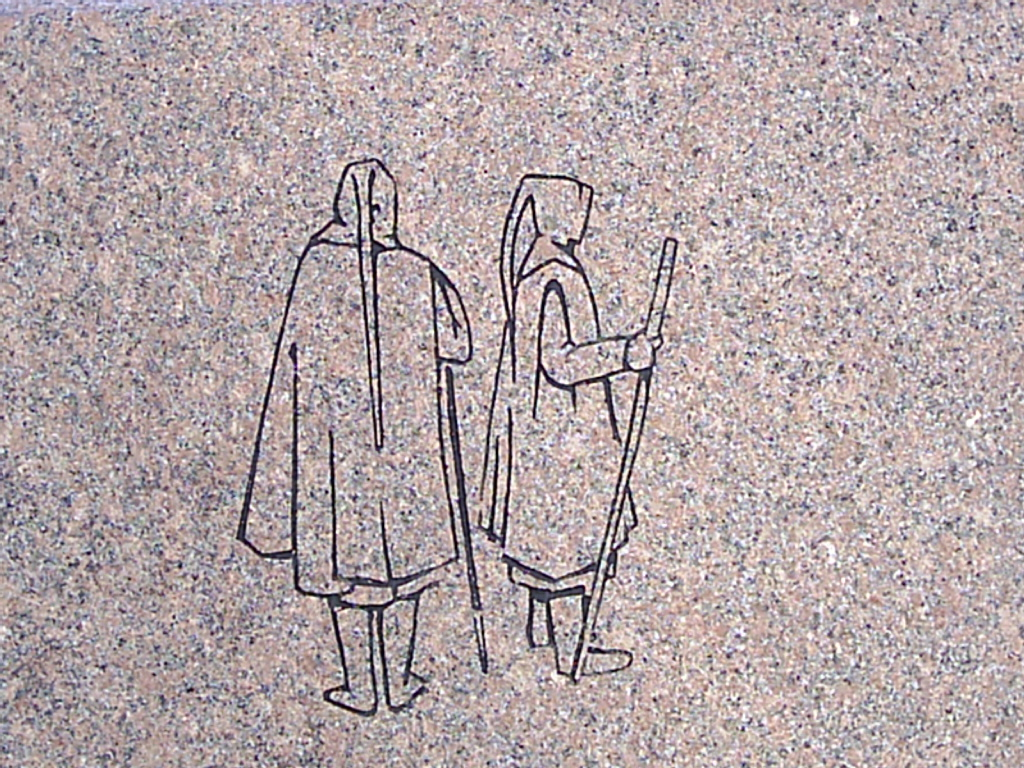
الكوجل